# Шведска граматика

## Съществителни имена
Съществителните имена в шведския език имат 2 граматични рода: общ род (utrum) и среден род (neutrum), които определят какви ще бъдат членуваните им форми, както и формата на прилагателните имена, които ги характеризират или описват.
Класифицирането на съществителните имена по род е доста условно и те обикновено трябва да бъдат учени наизуст; обаче около три четвърти от съществителните имена в шведския език са от общия род.
Живите същества, напр. животните обикновено са от общ род, например en katt (котка), en häst (кон), en fluga (муха), и т.н.
Първоначално в шведския език е имало три рода, както в други езици, мъжки, женски и среден род. Все още съществуват някои остатъци от тази система и някои съществителни еднозначно принадлежат към мъжки или женски род. Разликите между съществителните в мъжки и женски род днес се изразяват единствено в членуваната форма на прилагателните в единствено число, както и в някои лични местоимения.
Някои съществителни в шведския език могат да бъдат от общ род или от среден род.
Съществува списък с тези съществителни. Svenska Akademiens Ordlista 12 – Речник на Шведската Академия 12-о издание. Те са 324 на брой.
Има остатъци и от падежната система с четири падежа, съществувала преди в шведския език. Например местоименията все още имат форми които се разграничават като подлог или допълнение, въз основа на старата форма от дателен падеж, както и наличието на родителен падеж във формите на съществителните имена изразяващи притежание или принадлежност. Съществителните имена не приемат различна форма при използването им като подлог или допълнение, а родителният падеж се изразява като се добави окончание -s към думата, обикновено съществително име или собствено име, а понякога и прилагателно.
Шведските съществителни имена се скланят по число и се членуват, след което приемат окончание за притежание -s. Те се подреждат по следния начин:

## Множествено число
Съществителните имена образуват множествено число по няколко начина. Обикновено правилните съществителни имена приемат определена наставка за множествено число. Има пет наставки за нечленуваната форма за множествено число: -or, -ar, -er, -n, както и непроменена форма на съществителното.
- Всички съществителни имена, които са от общия род и завършват на a получават наставка -r като същевременно a се променя на o. Например, flicka (момиче), flickor (момичета). Има и някои изключения, като våg (вълна), vågor (вълни); toffel (чехъл), tofflor (чехли); ros (роза), rosor (рози).
- Повечето съществителни имена от общия род, които не завършват на a могат да получат наставка -ar, -er, или (рядко) -r. Понеже -ar е малко по-често срещана наставка, няма точно правило което да определя коя от наставките се прибавя. Примери: växt (растение), växter (растения); lök (глава лук, луковица), lökar (глави лук, луковици). Съществуват някои правила, които можем да споменем, тъй като съществителни имена които са от общия род и завършват на -e или -ing и са от второ склонение образуват множествено число с -ar. Съществителни завършващи на -are и -iker принадлежат към пето склонение и формите им се запазват; съществителни които завършват на -é, -else, -het, -(n)ad и -or са от трето склонение и получават -er ако завършват на съгласна и -r ако завършват на гласна. Съществителни от общия род които завършват на -an не получават наставка за множествено число. Има изключения, но те са малко. Всички многосрични съществителни от общия род и някои многосрични от среден род, чието главно ударение пада на последната сричка, принадлежат към трето склонение (с множествено число завършващо на -er).
- Всички съществителни от среден род, които завършват на гласна получават –n за множествено число.

Например: äpple (ябълка), äpplen (ябълка).
- Всички съществителни от среден род, които завършват на съгласна остават непроменени в множествено число. Например: barn (дете) или barn (деца). Има също така съществителни които са неправилни – те не са много на брой, но се използват често.
- Неправилни съществителни имена са такива, при които се удвоява съгласна и се съкращава гласна във формата за множествено число, например: gås (гъска), gäss (гъски)
- Определени съществителни имена, които са заимствани от латински език, имат латински форми за единствено и множествено число, или получават шведски наставки добавени към корена след премахване на окончанието за единствено число, като например при думата faktum, чието множествено число е fakta.
- Малка група от неправилни съществителни имена се състои от такива, които променят гласната която имат в единствено число, когато се превръщат във форма на множествено число. Дължината на гласните и съгласните при някои то тези съществителни също се променят или получават наставка, или и двете. Например: man (мъж), män (мъже); mus (мишка), möss (мишки).

## Примери за членуване на съществителните имена
Тези примери обхващат всички видове правилни съществителни на шведски език, където няма падеж.
Първо склонение: -or (общ род)
```
ед. ч. мн. ч.
```

нечленувана форма: (en) flaska бутилка flaskor бутилки
членувана форма flaskan бутилката flaskorna бутилките
|  | Тази страница частично или изцяло представлява превод на страницата Swedish grammar в Уикипедия на английски. Оригиналният текст, както и този превод, са защитени от Лиценза „Криейтив Комънс – Признание – Споделяне на споделеното“, а за съдържание, създадено преди юни 2009 година – от Лиценза за свободна документация на ГНУ. Прегледайте историята на редакциите на оригиналната страница, както и на преводната страница, за да видите списъка на съавторите. ВАЖНО: Този шаблон се отнася единствено до авторските права върху съдържанието на статията. Добавянето му не отменя изискването да се посочват конкретни източници на твърденията, които да бъдат благонадеждни. |